# Volzhsky, tỉnh Volgograd
Volzhsky (tiếng Nga: Во́лжский) là một thành phố Nga. Thành phố này thuộc chủ thể Volgograd Oblast,, bên bờ đông sông Volga và nhánh của nó là sông Akhtuba, 20 kilômét (12 mi) về phía đông bắc Volgograd.. Thành phố có dân số 313.169 người (theo điều tra dân số năm 2002. Đây là thành phố lớn thứ 60 của Nga theo dân số năm 2002. Dân số: 314,436 (Điều tra dân số 2010); 313,169 (Điều tra dân số 2002); 268,842 (Điều tra dân số năm 1989).